# Classe d'espace aérien

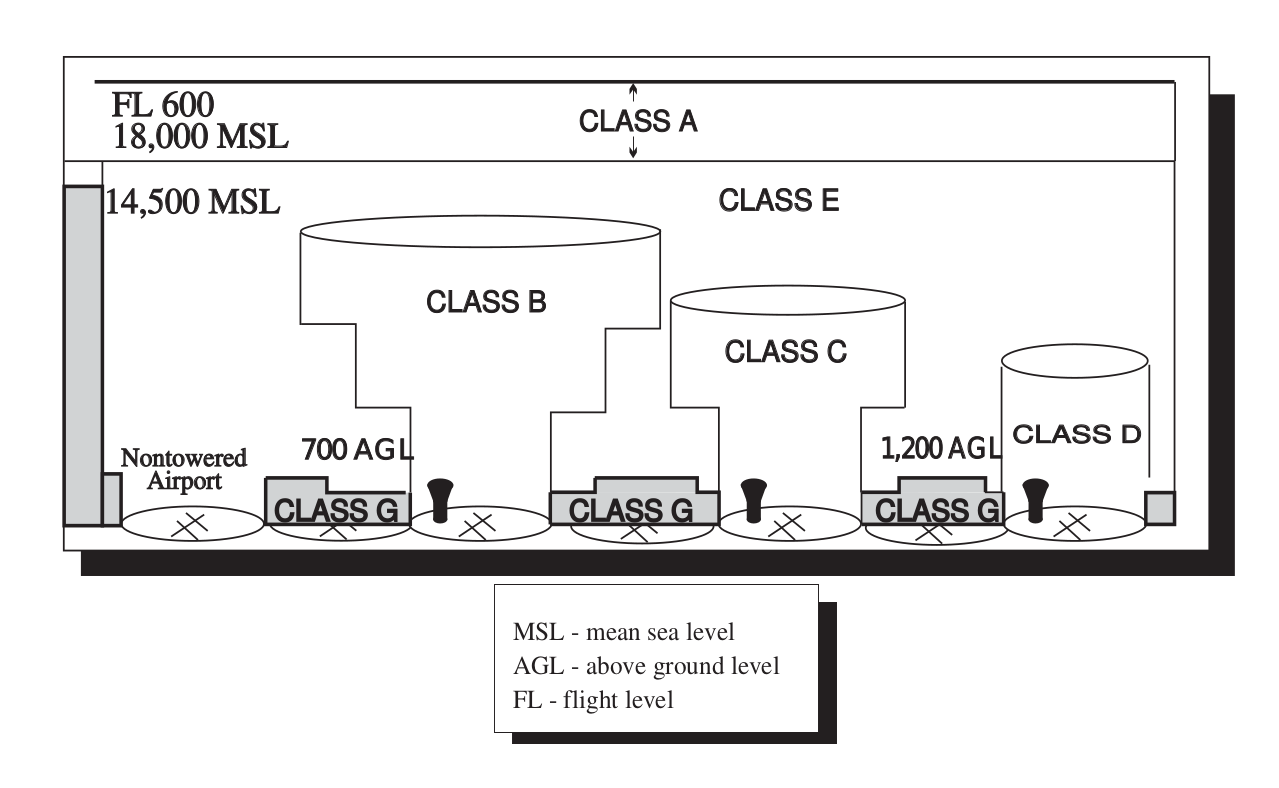
Classes d'espace aérien aux États-Unis

Les classes d'espace aérien associent à des zones tridimensionnelles dans l'espace aérien un code, en l'occurrence une lettre, qui détermine le niveau de rendu du service du contrôle aérien dans la zone en question,.
Par « niveau de rendu du service du contrôle aérien », on entend un ensemble de services rendus par les contrôleurs aériens aux pilotes et par conséquent des procédures auxquelles doit se conformer le pilote, un ensemble de règles qu'il doit respecter, mais également un ensemble de services dont bénéficie le pilote lorsqu'il circule dans la zone.
Lorsqu'un espace aérien est contrôlé, le pilote peut être en contact radio avec un organisme de contrôle, qui peut être par exemple la tour d'un aérodrome, ou bien un centre de contrôle plus important. Le centre de contrôle peut exiger certaines actions du pilote, par exemple qu'il mette en marche un appareil dans l'avion (transpondeur) permettant au centre de contrôle de l'identifier au radar. Le centre de contrôle offre, en échange, une aide au pilote, et le décharge d'un ensemble de tâches dont le centre assure le contrôle.

## Description
Dans la définition des classes d'espace aérien, on trouve des règles s'appliquant distinctement aux conditions VFR (visual flight rules) et IFR (instrument flight rules). Les conditions VFR s'appliquent au « vol à vue », c'est-à-dire que le pilote utilise la vue de son cockpit comme source d'information principale. Dans le cas des IFR, le pilote utilise ses instruments comme source de connaissance de l'environnement.
Les classes d'espace aérien sont donc une normalisation des services rendus dans les espaces aériens. Par exemple, dans certaines classes d'espace, c'est la tour de contrôle qui garantit le bon espacement entre les avions. Le pilote doit alors, dans la mesure du possible, se conformer aux autorisations délivrées par son interlocuteur radio. Une classe d'espace définit les services qui sont rendus suivant le régime de vol, ainsi que les conditions météorologiques minimales pour pouvoir effectuer des vols en régime VFR. Chaque classe d'espace se voit attribuer une lettre de A à G, A étant la plus restrictive mais aussi la plus sécuritaire, G étant la plus libre.
Une classe est attribuée à un espace en fonction du trafic total et du trafic IFR circulant dans l'espace à un moment donné. Plus le trafic est grand, plus il sera nécessaire de relever le niveau de sécurité, et plus la classe deviendra restrictive.
Une évolution de ces classes est à l'étude avec une classification basée sur trois types d'espaces U, K, N (dans lesquels les avions seraient identifiés, connus, ou non connus).
Les classes d'espace contrôlé et les classes d'espace non contrôlé sont distinguées.

## Tableau de synthèse
| Classe | Vol admis | Services de circulation aérienne                                                   | Services de circulation aérienne | Obligation radio | Communications vocales air-sol permanentes | Clairance requise | Remarque                                                               |
| Classe | Vol admis | Contrôle                                                                           | Information et alerte            | Obligation radio | Communications vocales air-sol permanentes | Clairance requise | Remarque                                                               |
| ------ | --------- | ---------------------------------------------------------------------------------- | -------------------------------- | ---------------- | ------------------------------------------ | ----------------- | ---------------------------------------------------------------------- |
| A      | IFR       | Séparation de tout aéronef                                                         | OUI                              | OUI              | OUI                                        | OUI               | En France, uniquement en région parisienne                             |
| B      | IFR       | Séparation de tout aéronef                                                         | OUI                              | OUI              | OUI                                        | OUI               | Non utilisée en France                                                 |
| B      | VFR       | Séparation de tout aéronef                                                         | OUI                              | OUI              | OUI                                        | OUI               | Non utilisée en France                                                 |
| C      | IFR       | Séparation de tout aéronef                                                         | OUI                              | OUI              | OUI                                        | OUI               |                                                                        |
| C      | VFR       | Séparation VFR / IFR, Information de circulation VFR / VFR                         | OUI                              | OUI              | OUI                                        | OUI               |                                                                        |
| D      | IFR       | Séparation IFR / IFR, IFR / VFR Spécial (CTR) Information de circulation IFR / VFR | OUI                              | OUI              | OUI                                        | OUI               |                                                                        |
| D      | VFR       | Information de circulation de tout aéronef                                         | OUI                              | OUI              | OUI                                        | OUI               |                                                                        |
| E      | IFR       | Séparation IFR / IFR, Information de circulation VFR dans la mesure du possible    | OUI                              | OUI              | OUI                                        | OUI               |                                                                        |
| E      | VFR       | Information de circulation dans la mesure du possible                              | OUI                              | NON              | NON                                        | NON               |                                                                        |
| F      | IFR       | Séparation IFR / IFR dans la mesure du possible                                    | OUI                              | OUI              | NON                                        | NON               | Service consultatif de la circulation aérienne. Non utilisée en Europe |
| F      | VFR       | NON                                                                                | OUI (sur demande)                | NON              | NON                                        | NON               |                                                                        |
| G      | IFR       | NON                                                                                | OUI (sur demande)                | OUI              | NON                                        | NON               |                                                                        |
| G      | VFR       | NON                                                                                | OUI (sur demande)                | NON              | NON                                        | NON               |                                                                        |

## Espace contrôlé

### Classe A
Services rendus :
- séparation entre IFR
- Service d'information de vol
- Service d'alerte

Le vol VFR est interdit en classe A, sauf dérogation expresse accordée par l'autorité compétente.
Le contact radio et la délivrance d'une clairance pour entrer dans l'espace sont obligatoires.
La vitesse n'est pas limitée (tous les vols sont séparés entre eux).
Elle est utilisée dans les espaces avec un très fort trafic IFR, par exemple les espaces associés aux aéroports de la région parisienne : Roissy-Charles de Gaulle, Orly et Base aérienne 107 Villacoublay.
L'EGA est l'espace géré des approches de classe A au-dessus de la région parisienne. Ses contours ont été substantiellement modifiés le 11 novembre 2011 lors de la mise en œuvre du « Grenelle de l'environnement 2 », dont l'objectif était une division par deux du bruit pour les populations survolées (soit -3dB) en rehaussant de 1000ft (environ 300 mètres) les altitudes d'interception de l'axe final d'approche des aéroports parisiens.

### Classe B
Services rendus :
- séparation entre IFR
- séparation entre IFR et VFR
- séparation entre VFR
- Service d'alerte

Le contact radio et la délivrance d'une clairance pour entrer dans l'espace sont obligatoires.
Les conditions météorologiques de vol à vue (VMC) sont : 
- distance par rapport aux nuages : 1500 mètres horizontalement et 300 mètres (1000 ft) verticalement ;
- visibilité 8 km au-dessus du FL 100, et 5 km au-dessous du FL 100.

La vitesse n'est pas limitée (tous les vols sont séparés entre eux).
La classe B n'est plus utilisée en espace aérien français (elle l'avait été pour la TMA de Coxyde, dont une partie se trouve à l'extrême nord de la France et qui désormais est la TMA d'Ostende de classe C).

### Classe C
Services rendus :
- séparation entre IFR
- séparation entre IFR et VFR
- Information de trafic entre VFR
- Service d'information de vol
- Service d'alerte

Le contact radio et la délivrance d'une clairance pour entrer dans l'espace sont obligatoires.
Les TMA des grands aéroports très fréquentés par les IFR sont généralement de classe C, comme Bordeaux, Toulouse, Marseille, Nice et Lyon.
Les conditions météorologiques de vol à vue (VMC) sont : 
- distance par rapport aux nuages : 1500 mètres horizontalement et 300 mètres (1000 ft) verticalement ;
- visibilité 8 km au-dessus du FL 100, et 5 km au-dessous du FL 100.

La vitesse est limitée à 250 kt pour les VFR sous le niveau de vol (FL) 100, ou 10 000 ft si l'altitude de transition (TA) est supérieure à 10 000 ft, sauf clairance.

### Classe D
Services rendus :
- séparation entre IFR
- séparation entre IFR et VFR spécial ou VFR de nuit
- Information de trafic entre IFR et VFR
- Information de trafic entre VFR
- Information de trafic entre VFR spécial
- Service d'information de vol
- Service d'alerte

Le contact radio et la délivrance d'une clairance pour entrer dans l'espace sont obligatoires.
Les conditions météorologiques de vol à vue (VMC) sont : 
- distance par rapport aux nuages : 1500 mètres horizontalement et 300 mètres (1000 ft) verticalement ;
- visibilité 8 km au-dessus du FL 100 et 5 km au-dessous du FL 100.

La vitesse est limitée à 250 kt (463 km/h) sous le niveau de vol 100, ou 10 000 ft si l'altitude de transition (TA) est supérieure à 10 000 ft, sauf clairance.

### Classe E
Services rendus :
- séparation entre IFR
- séparation entre IFR et VFR de nuit
- Information de trafic entre VFR
- Information de trafic entre VFR de nuit
- Service d'information de vol
- Service d'alerte

En classe E, le vol VFR n'est pas soumis à clairance et le contact radio n'est pas obligatoire dans cette classe d'espace. Un vol IFR est lui un vol contrôlé, et a obligation de contact radio et de clairance pour pénétrer un espace de classe E.
La seule condition de pénétration pour les VFR est d'avoir les conditions météorologiques de vol à vue (VMC).
Les conditions météorologiques de vol à vue (VMC) sont : 
- distance par rapport aux nuages : 1500 mètres horizontalement et 300 mètres (1000 ft) verticalement ;
- visibilité 8 km au-dessus du FL 100 et 5 km au-dessous du FL 100.

La vitesse est limitée à 250 kt sous le niveau de vol 100, ou 10 000 ft si l'altitude de transition (TA) est supérieure à 10 000 ft, sauf clairance.
En France, pour les CTR (espaces aériens dont la limite inférieure est le sol, établis autour d'un aéroport), après une courte expérimentation du concept "E+R" (espace de classe E + zone réglementée), les espaces de classe E ont été remplacés par des espaces de classe D 

## Espace non contrôlé

### Classe F
Services rendus :
- Services d'information et d'alerte, ainsi que le service consultatif de la circulation aérienne. Pas de service de contrôle.

Le service consultatif de la circulation aérienne est un service permettant d'assurer autant que possible l'espacement entre les vols en régime IFR décidant d'utiliser ce service.
Cette classe n'est pas utilisée en France.
En dessous du plus haut des 2 niveaux 3 000 ft QNH ou 1 000 ft ASFC en espace aérien non contrôlé (classe F et G), il est nécessaire de rester hors des nuages et en vue de la surface. De plus les conditions météorologiques minimales requises dépendent maintenant de la vitesse indiquée de l’aéronef depuis les nouvelles règles SERA 2014.
- Visibilité horizontale minimale requise 1,5 km pour une vitesse indiquée inférieur à 140 kt (800 m pour les hélicoptères)
- Visibilité horizontale minimale requise 5 km pour une vitesse indiquée supérieur à 140 kt, limitée à 250 kt

La vitesse est limitée à 250 nœuds sous le niveau de vol 100, ou 10000 ft si l'altitude de transition (TA) est supérieure à 10000 ft.

### Classe G
Services rendus :
- Service d'information de vol et d'alerte seulement, pas de service de contrôle.

Il s'agit de la classe d'espace la plus répandue. Quand aucun espace aérien n'est défini, l'espace est de classe G. Des SIV assurent de façon facultative les services d'information et d'alerte dans ces zones.
Les conditions météorologiques de vol à vue (VMC) sont les mêmes qu'en classe F.
La vitesse est limitée à 250 nœuds sous le niveau de vol 100, ou 10000 ft si l'altitude de transition (TA) est supérieure à 10000 ft.

## Sources
- Réglementation de la circulation aérienne